# Natação nos Jogos Europeus de 2015 - 800 m livre masculino
A competição dos 800 metros livre masculino foi um dos eventos da natação nos Jogos Europeus de 2015, em Baku, no Azerbaijão. Foi disputada no Centro Aquático de Baku no dia 26 de junho.

## Calendário
Horário de verão do Azerbaijão (UTC+5).
| Data        | Horário | Fase  |
| ----------- | ------- | ----- |
| 26 de junho | 19:09   | Final |

## Medalhistas
| Ouro   | FRA Nicolas D'Oriano    |
| Prata  | ESP Marcos Rodríguez    |
| Bronze | GER Henning Mühlleitner |

## Recordes
Antes desta competição, os recordes mundiais e dos jogos europeus dessa prova eram os seguintes:
| Tipo                       | Atleta           | Tempo   | Local | Data                |
| -------------------------- | ---------------- | ------- | ----- | ------------------- |
|                            | CHN Zhang Lin    | 7m32s12 | Roma  | 29 de julho de 2009 |
| Recorde dos Jogos Europeus | Não estabelecido | –       |       |                     |

Os seguintes recordes mundiais ou dos jogos europeus foram estabelecidos durante esta competição:
| Data        | Evento | Nome             | Nacionalidade | Tempo   | Notas                      |
| ----------- | ------ | ---------------- | ------------- | ------- | -------------------------- |
| 26 de junho | Final  | Nicolas D'Oriano | França        | 7:59.87 | Recorde dos Jogos Europeus |

## Resultado final
A final foi realizada no dia 26 de junho.
| Pos.              | Bateria | Raia | Nadador                 | Nacionalidade    | Tempo   | Notas                      |
| ----------------- | ------- | ---- | ----------------------- | ---------------- | ------- | -------------------------- |
| Medalha de ouro   | 3       | 4    | Nicolas D'Oriano        | FRA França       | 7:59.87 | Recorde dos Jogos Europeus |
| Medalha de prata  | 3       | 7    | Marcos Rodríguez        | ESP Espanha      | 8:01.73 |                            |
| Medalha de bronze | 3       | 3    | Henning Mühlleitner     | GER Alemanha     | 8:04.33 |                            |
| 4                 | 2       | 8    | Kristóf Rasovszky       | HUN Hungria      | 8:04.57 |                            |
| 5                 | 3       | 5    | Ernest Maksumov         | RUS Rússia       | 8:04.72 |                            |
| 6                 | 2       | 4    | Marc Hinawi             | ISR Israel       | 8:07.30 |                            |
| 7                 | 3       | 2    | Ricardo Rosales         | ESP Espanha      | 8:07.36 |                            |
| 8                 | 3       | 1    | Ilya Druzhinin          | RUS Rússia       | 8:08.36 |                            |
| 9                 | 3       | 8    | Lukas Ambros            | AUT Áustria      | 8:13.11 |                            |
| 10                | 3       | 6    | Thore Bermel            | GER Alemanha     | 8:13.17 |                            |
| 11                | 2       | 3    | Grega Popović           | SLO Eslovênia    | 8:14.91 |                            |
| 12                | 1       | 4    | Bogdan Scarlat          | ROU Romênia      | 8:15.19 |                            |
| 13                | 1       | 3    | Adam Staniszewski       | POL Polônia      | 8:17.48 |                            |
| 14                | 2       | 1    | Wiktor Jaszczak         | POL Polônia      | 8:17.49 |                            |
| 15                | 2       | 0    | Erik Årsland Gidskehaug | NOR Noruega      | 8:18.21 |                            |
| 16                | 2       | 5    | Victor Johansson        | SWE Suécia       | 8:19.67 |                            |
| 17                | 1       | 6    | Guilherme Pina          | POR Portugal     | 8:19.89 |                            |
| 18                | 2       | 6    | Logan Vanhuys           | BEL Bélgica      | 8:21.91 |                            |
| 19                | 2       | 9    | Alexandre Coutinho      | POR Portugal     | 8:22.72 |                            |
| 20                | 2       | 2    | Kyrylo Garashchenko     | UKR Ucrânia      | 8:23.80 |                            |
| 21                | 1       | 2    | Bogdan Petre            | ROU Romênia      | 8:24.71 |                            |
| 22                | 1       | 5    | Frederik Jessen         | DEN Dinamarca    | 8:25.33 |                            |
| 23                | 1       | 8    | Igor Kostovski          | CRO Croácia      | 8:32.80 |                            |
| 24                | 1       | 7    | Eivind Bjelland         | NOR Noruega      | 8:36.49 |                            |
| 25                | 1       | 1    | Juho Grönblom           | FIN Finlândia    | 8:36.50 |                            |
| 26                | 2       | 7    | Batuhan Hakan           | TUR Turquia      | 9:05.38 |                            |
| 99                | 1       | 0    | Tom Derbyshire          | GBR Grã-Bretanha | DNS     |                            |

Legenda
| Recorde mundial            | Recorde mundial (World record)                     |                       | Recorde africano                      | Recorde africano (African) |                                           | Q | Classificado por posição (Qualified) |
| Recorde dos Jogos Europeus | Recorde dos Jogos Europeus (European Games record) | Recorde da América    | Recorde da América (Americas)         | q                          | Classificado por melhor tempo (Qualified) |   |                                      |
| Melhor marca do ano        | Melhor marca do ano (World leading)                | Recorde asiático      | Recorde asiático (Asian)              | DNS                        | Não largou (Did not start)                |   |                                      |
| Recorde nacional           | Recorde nacional (National record)                 | Recorde europeu       | Recorde europeu (European)            | DNF                        | Não terminou (Did not finish)             |   |                                      |
| Recorde pessoal            | Recorde pessoal do atleta (Personal best)          | Recorde da Oceania    | Recorde da Oceania (Oceania)          | DSQ / DQ                   | Desclassificado (Disqualified)            |   |                                      |
| Recorde da temporada       | Recorde da temporada do atleta (Season best)       | Recorde sul-americano | Recorde sul-americano (South America) | NM                         | Sem marca (No mark)                       |   |                                      |